# Höhere Handelsschule
Höhere Handelsschule ist die Bezeichnung für einen typischen Bildungsgang einer Höheren Berufsfachschule auf berufsbildenden Schulen, Berufskollegs (Nordrhein-Westfalen) und Wirtschaftsgymnasien in Deutschland.
Im Saarland wurde dieser Bildungsgang abgeschafft, weil viele Inhalte der Höheren Handelsschule sich bei einer späteren kaufmännischen Ausbildung der Absolventen wiederholen würden.
Die Voraussetzung für eine Aufnahme ist der mittlere Schulabschluss. In einigen Bundesländern kann die Höhere Handelsschule auch nach einer abgeschlossenen Berufsausbildung besucht werden (z. B. in Hamburg oder in NRW). Der mittlere Schulabschluss kann beispielsweise an der Handelsschule erworben werden.
Die Höhere Handelsschule hat das Ziel, die Schüler auf alle Berufe im Berufsfeld Wirtschaft und Verwaltung vorzubereiten. Sie kann ein oder zwei Jahre umfassen, bei zwei Jahren wird am Ende der Jahrgangsstufe 12 der schulische Teil der Fachhochschulreife erworben. Dazu muss eine schriftliche Abschlussprüfung in den Fächern Deutsch, Mathematik, Englisch, sowie je nach Schule in Betriebswirtschaftslehre mit Rechnungswesen oder Informationswirtschaft erfolgreich abgelegt werden. Weiterhin werden nach der 12. Klasse nach Vorliegen bestimmter Voraussetzungen auch die „erweiterten beruflichen Kenntnisse“ (EBK) bescheinigt, was für die Schüler von Vorteil ist, die z. B. die Abschlussprüfung auch im zweiten Anlauf nicht schaffen. Allerdings sind dann mit dem EBK-Zeugnis keinerlei Studienberechtigungen verbunden.
Zum Erlangen der kompletten Fachhochschulreife (die für den Besuch einer Fachhochschule benötigt wird), ist nach dem Erwerb des schulischen Teils entweder eine Berufsausbildung zu absolvieren oder – je nach Bundesland – ein ganzjähriges oder halbjähriges gelenktes Praktikum erforderlich. Es können unter Umständen auch Wehr- und Zivildienstzeiten anerkannt werden, wenn diese dem fachlichen Schwerpunkt entsprechen. Ob dazu Prüfungen abgelegt werden müssen, variiert von Bundesland zu Bundesland.
Nach dem Verlassen der Jahrgangsstufe 11 werden bereits die beruflichen Grundkenntnisse im kaufmännischen Bereich zertifiziert. Mit dem erfolgreichen Abschluss der Höheren Handelsschule kann unter Umständen eine folgende kaufmännische Ausbildung um ein halbes oder um ein ganzes Jahr verkürzt werden; dies hängt jedoch vom Ausbildungsbetrieb ab. Man hat somit eine größere Chance, einen Ausbildungsplatz zu erlangen.

## Höhere Handelsschule in Nordrhein-Westfalen
In Nordrhein-Westfalen können Schüler, die den Mittleren Schulabschluss (FOR) an einer Realschule, einer Hauptschule (10B) oder einer Gesamtschule oder das Versetzungszeugnis zur Klasse 11 an einem Gymnasium erworben haben, die zweijährige Höhere Handelsschule besuchen.
Schüler, die über eine Hochschulzugangsberechtigung verfügen (Allgemeine Hochschulreife oder Fachhochschulreife), können in der Höheren Handelsschule für Abiturienten in einem Jahr erweiterte berufliche Kenntnisse im Bereich Wirtschaft und Verwaltung erwerben. Der Unterricht erfolgt an einem Berufskolleg mit kaufmännischer Ausrichtung.
Vor 2006 wurden an einigen Schulen vor der Einschulung in die Höhere Handelsschule sogenannte Eingangstests durchgeführt, um die Eignung des jeweiligen Schülers für den Bildungsgang zu überprüfen. Diese entfielen 2006 mit der flächendeckenden Einführung von den zentralen Abschlussprüfungen zur Erlangung der Fachoberschulreife.

### Jahrgangsstufe 11 (Unterstufe)
In der Unterstufe (1. Jahr) der Höheren Handelsschule werden grundlegende kaufmännische Kenntnisse vermittelt. Zudem wird das Augenmerk auch verstärkt auf allgemeinbildende Fächer gerichtet. So haben die Schüler der Unterstufe ein naturwissenschaftliches Unterrichtsfach (Physik, Biologie oder Chemie).
Die Klasseneinteilung erfolgt nach Fremdsprache, wobei sich das Angebot nach den Möglichkeiten der Schule richtet. In der Regel wird Spanisch oder Französisch, seltener auch Russisch oder Italienisch unterrichtet. Da eine zweite Fremdsprache für die Fachhochschulreife nicht zwingend notwendig ist, bekommen die Schüler auch die Möglichkeit, die zweite Fremdsprache wegzulassen und stattdessen mehr Englischunterricht oder angewandte Informatik zu haben.
Ein je nach Schule zweiwöchiges oder dreiwöchiges Schulpraktikum ist obligatorisch und wird meist in der Jahrgangsstufe 11 durchgeführt.
Typische Stundentafel eines HH-Jahrgangs in der Unterstufe (Abweichungen schulbedingt möglich)
- Betriebswirtschaftslehre mit Rechnungswesen: 6 Wochenstunden
- Deutsch, Mathematik, Englisch: je 3 Wochenstunden
- Fremdsprache oder Zusatzkurs Englisch oder angewandte Informatik: 3 Wochenstunden (Schwerpunktfach)
- Volkswirtschaftslehre: 2 Wochenstunden
- Informationswirtschaft (mit Wirtschaftsinformatik, Textverarbeitung und Bürowirtschaft): 6 Wochenstunden
- Biologie, Physik oder Chemie: 2 Wochenstunden
- Sport: 2 Wochenstunden
- Religion: 2 Wochenstunden (Verzicht aus Gewissensgründen möglich)
- Politik oder Geschichte: 2 Wochenstunden
- Evtl. wird auch zusätzlich Förderunterricht für Deutsch, Mathematik, Englisch oder BWL angeboten

An den meisten Schulen besteht zudem ein meist zwei Wochenstunden umfassender Differenzierungsbereich, mögliche Wahlfächer sind beispielsweise:
- Wirtschaftsgeografie
- Kurzschrift
- Business-Englisch
- Marketing
- E-Commerce

Nach Verlassen der Unterstufe werden die grundlegenden beruflichen Kenntnisse im Berufsfeld Wirtschaft und Verwaltung zertifiziert. Zudem besteht die Möglichkeit den „Staatlichen EDV-Führerschein NRW“, der aus acht Modulen besteht zu erwerben. Die Fächer Bürowirtschaft, Textverarbeitung und Wirtschaftsinformatik wurden durch das frühere Fach Informationswirtschaft ersetzt.

### Jahrgangsstufe 12 (Oberstufe)
Der Besuch der Oberstufe setzt voraus, dass im letzten Zeugnis der Unterstufe entsprechende Leistungen erbracht wurden. Es sollte nicht mehr als einmal die Note 5 (mangelhaft) beinhalten. Bei zweimal ist eine Versetzung in die Oberstufe nur durch das erfolgreiche Ablegen einer Nachprüfung möglich. Bei Nichtbestehen der Nachprüfung oder bei dreimal und mehr mangelhaft ist man nicht versetzt. Ebenso ist die Versetzung ausgeschlossen, wenn in einem Fach die Note 6 (ungenügend) steht. Die Jahrgangsstufe 11 kann nur einmal wiederholt werden. Die Oberstufe vertieft die in der Unterstufe gewonnen kaufmännischen Kenntnisse und bereitet auf die Abschlussprüfung vor, welche am Schuljahresende stattfindet. In der Oberstufe entfällt das naturwissenschaftliche Unterrichtsfach. Es können dafür neue Differenzierungsfächer eingeführt werden, die je nach Schulangebot variieren (z. B. Personalwirtschaft, Wirtschaftsrecht oder Geschäftsprozesse).
Nach erfolgreichem Bestehen der Abschlussprüfung wird dem Absolventen der schulische Teil der Fachhochschulreife (Prüfungsfächer Deutsch, Mathematik, Englisch) und die erweiterten beruflichen Kenntnisse im Prüfungsfach BWL/Rechnungswesen oder in Informationswirtschaft (Prüfungsfach legt die Schule fest) zuerkannt. Um die komplette Fachhochschulreife zu erlangen, ist nach dem Erwerb des schulischen Teils noch der praktische Teil nötig, der entweder durch eine Berufsausbildung, eine mindestens 2 Jahre umfassende berufliche Tätigkeit oder ein halbjähriges gelenktes Praktikum erbracht werden muss.

## Beispiele
- Höhere Handelsschule Marienberg (Neuss)